# Pohlia columbica
Pohlia columbica là một loài Rêu trong họ Bryaceae. Loài này được (Kindb.) A.L. Andrews miêu tả khoa học đầu tiên năm 1935.